# Domenico Svampa
Pour les articles homonymes, voir Svampa.
Domenico Svampa (né le 13 juin 1851 à Montegranaro, dans l'actuelle province de Fermo, dans la région des Marches, alors dans les États pontificaux et mort le 10 août 1907 à Bologne) est un cardinal italien de la fin du XIXe siècle et du début XXe siècle.

## Biographie
Domenico Svampa est professeur de théologie et de droit canonique au séminaire de Fermo et professeur de droit civil à l'Athénée pontifical de l'Apollinaire. Il est nommé évêque de Forlì en 1887, et promu archevêque de Bologne en 1894.
Le pape Léon XIII le crée cardinal lors du consistoire du 18 mai 1894. Il participe au conclave de 1903, lors duquel Pie X est élu.

## Sources
- Fiche du cardinal Domenico Svampa sur le site fiu.edu